# Aitor Osorio
Aitor Osorio Martí (Las Escaldas-Engordany, 31 de octubre de 1975) es un deportista andorrano que compitió en los Juegos Olímpicos de Atlanta 1996.

## Biografía
A los 20 años representó a su país como abanderado en los Juegos Olímpicos de Atlanta 1996. Compitió en la categoría de 200 metros mariposa. Obtuvo un registro de 2:12,59 minutos en la primera ronda, lo que le valió el puesto 42.
Más tarde, Osorio sería nombrado presidente de la Fededarión Andorrana de Natación en tres ocasiones.